# Остров (Кимрский район)
Остров — деревня в Кимрском районе Тверской области. Входит в состав Центрального сельского поселения.

## География
Находится в юго-восточной части Тверской области на расстоянии приблизительно 3 км на северо-восток по прямой от районного центра города Кимры в левобережной части района.

## История
Известна была с 1628 года. В 1780-е годы в деревне 14 дворов. В 1859 году здесь (деревня Корчевского уезда Тверской губернии) было учтено 17 дворов, в 1887 — 45.

## Население
Численность населения: 62 человека (1780-е годы), 149 (1859), 227 (1887), 48 человека (русские 94 %) в 2002 году, 37 в 2010.